# Don Bosco Schwestern

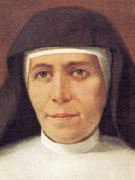
Maria Mazzarello, Mitgründerin

Die Ordensgemeinschaft der Don Bosco Schwestern (italienisch: Figlie di Maria Ausiliatrice, Ordenskürzel: FMA, lateinisch: Congregatio Filiarum Mariae Auxiliatricis, mitunter auch Salesianerinnen – nicht zu verwechseln mit den Salesianerinnen der Göttlichen Heimsuchung- oder Mariahilfschwestern genannt – in anderen Sprachen: Salesiane di Don Bosco (italienisch), Salésiennes de Don Bosco (französisch), Salesian Sisters (englisch)), ist ein römisch-katholischer Frauenorden. Die weltweit aktive Ordensgemeinschaft orientiert sich an den pädagogischen und spirituellen Grundsätzen Don Boscos, angepasst an das Aufgabenfeld der Schwesterngemeinschaft, der erzieherischen und (berufs)bildenden Arbeit mit Mädchen und jungen Frauen.

## Geschichte
Die Wurzel der Ordensgemeinschaft liegt in der Ende 1855 in Mornese durch Maria Dominica Mazzarello gegründeten Pia Unione delle Figlie dell’ Immacolata (Fromme Vereinigung der Töchter der Unbefleckt Empfangenen). Den religiösen Hintergrund der Union bildete die Verkündigung des Dogmas von der Unbefleckten Empfängnis im Jahr zuvor. Praktisch ging es um die berufliche Ausbildung junger Frauen.
Nachdem Maria Mazzarello und ihre Freundin Petronilla 1861 eine Schneiderlehre absolviert hatten, eröffnete Maria im Jahr darauf eine Schneiderwerkstatt, in der bald die erste Nähschule entstand. Aus Platzgründen zog man in einen größeren Raum. Den angrenzenden Spielhof nutzten sie für die Mädchen des Dorfes als Sonntagsoratorium mit Spiel, Werkstatt und Katechismusunterricht. 1863 wurden die ersten beiden Waisenkinder aufgenommen.
Nach der Förderung dieser Union durch Don Domenico Pestarino (1817–1874) und den ersten Begegnungen zwischen Maria Mazzarello und Don Bosco zwischen Oktober 1864 und 1871, gründeten die beiden am 5. August 1872 (Fest Maria Schnee) in Mornese ein religiöses Institut unter der Bezeichnung „Töchter Mariä Hilfe der Christen“. In Anwesenheit des Bischofs von Acqui, Giuseppe Maria Sciandra, wurden elf Schwestern zum Noviziat und zu den ersten Gelübden zugelassen und unter ihnen Maria Mazzarello als Vikarin der Gottesmutter zur ersten Oberin gewählt. 1873 wurde durch die Schulbehörde von Castellotto d’Orba in Mornese das erste Internat und die erste Primarschule der Schwestern zugelassen. Am 8. Oktober 1874 eröffneten sie ihr zweites Haus in Borgo San Martino als Oratorium für Mädchen. Am 28. August 1875 legten Maria Mazzarello und ihre ersten Weggefährtinnen in der Gegenwart Don Boscos ihre ewigen Ordensgelübde ab. 1876 folgte die Gründung der Niederlassung der Don Bosco Schwestern in Turin-Valdocco.

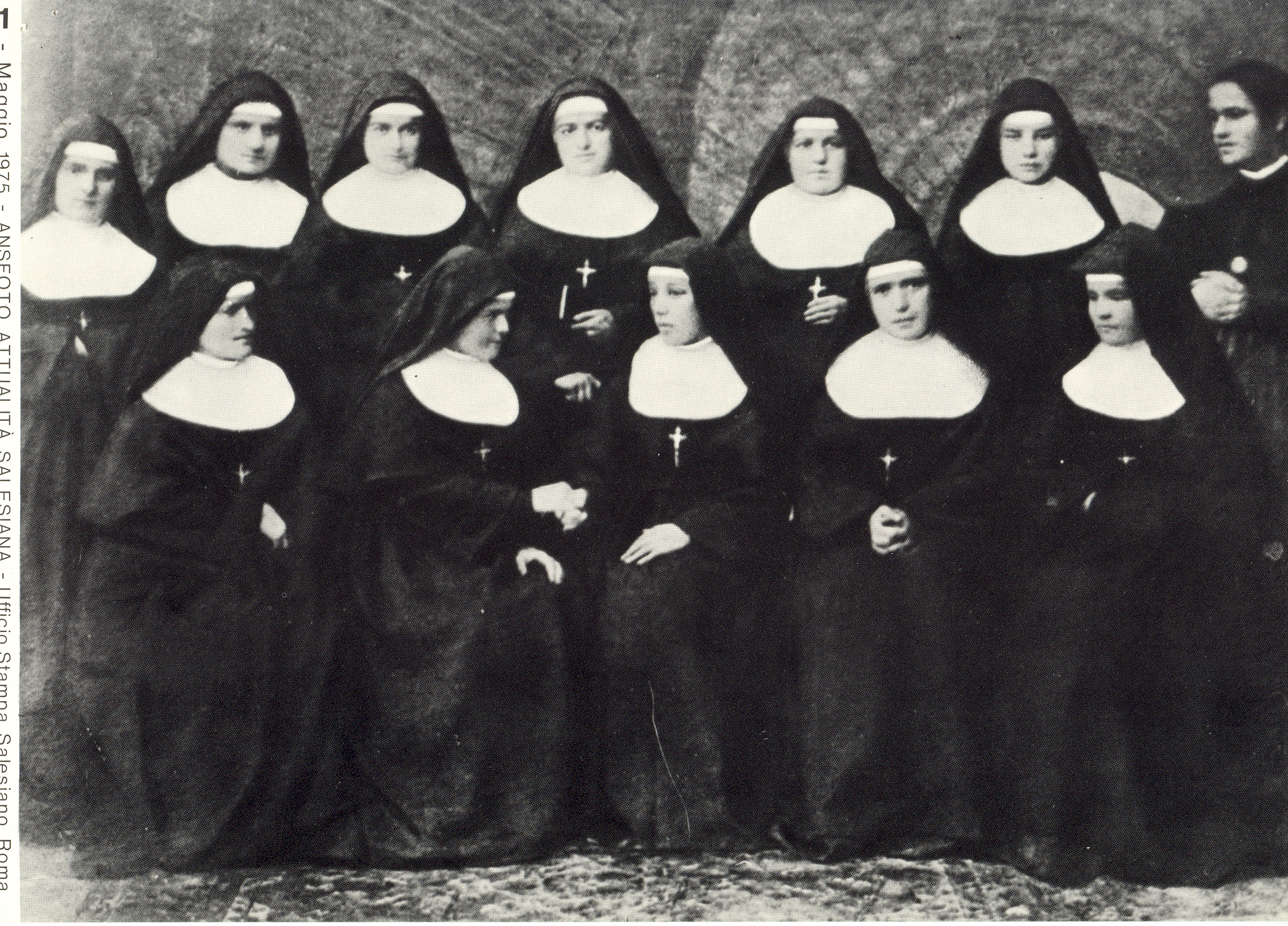
Die Don Bosco-Schwestern der Missionsexpedition 1877

1877 wurde schließlich in Nizza das erste Haus außerhalb Italiens eröffnet. Am 14. November des gleichen Jahres wurden die ersten sechs Missionarinnen entsandt und zwar nach Villa Colón in Uruguay. Fünf Tage zuvor erhielten sie in einer Audienz bei Papst Pius IX. den päpstlichen Segen für diese Mission. Nach vielen Jahren der Revision, Diskussion und Beratung übergab Don Bosco am Hochfest der Unbefleckten Empfängnis, dem 8. Dezember 1878, den Don Bosco Schwestern die erste gedruckte Fassung ihrer Konstitutionen. 1879 wurde der Sitz der Ordensgemeinschaft nach Nizza Monferrato verlegt, um sie für interessierte Mädchen erreichbarer zu machen. Man übernahm dazu einen alten franziskanischen Konvent mit einer Kirche, die der Madonna delle Grazie geweiht war. 1880 ging die zweite Missionsexpedition der Schwestern nach Patagonien in Argentinien, wo auch schon Salesianer Don Boscos wirkten.
Als Mutter Mazzarello 1881 erkrankte und schließlich am 14. Mai im Alter von 44 Jahren starb, hinterließ sie 26 Häuser in Italien, Frankreich und Uruguay mit 166 Schwestern, 50 Novizinnen und 22 Postulantinnen.
1884 hielten die Don Bosco Schwestern ihr erstes Generalkapitel ab. Als Don Bosco am 31. Januar 1888 starb, gab es 393 Schwestern. 1891 gingen die Schwestern wie die Salesianer Don Boscos nach Palästina, 1893 eröffneten sie ihre Aktivitäten in Afrika mit einem Werk in Algerien. 1911 erfolgte die Approbation der Ordensgemeinschaft durch den Heiligen Stuhl.
1929 wurde der Sitz der Ordensgemeinschaft nach Turin-Valdocco verlegt, schließlich 1969 nach Rom. In diesem Jahr hielten sie ein „Besonderes Generalkapitel“ zur nachkonziliaren Erneuerung ab. Mit beiden Schritten gingen sie den Salesianern Don Boscos voraus, die dieses Kapitel 1971 einberiefen und erst 1972 ihr Generalat 1972 nach Rom transferierten.
Großereignisse in der Geschichte der Ordensgemeinschaft waren die Seligsprechung der Ordensgründerin am 20. November 1938 und ihre Heiligsprechung am 12. Juni 1951.

## Bekannte Don Bosco Schwestern
Heilige:
- Maria Dominica Mazzarello

Selige:
- Magdalena Morano
- Eusebia Palomino Yenes
- Maria Romero Meneses
- Maria Troncatti

Eröffneter Seligsprechungsprozess:
- Ehrwürdige Teresa Valsè-Pantellini
- Dienerin Gottes Laura Meozzi

## Organisation weltweit
Mit 11.501 Mitgliedern (Stand 2020) in 1330 Häusern in 96 Ländern auf allen fünf Kontinenten gehören die Don Bosco Schwestern zu den größten Ordensgemeinschaften der Katholischen Kirche.
| Erdteil  | Zahl der Schwestern | Zahl der Häuser | Zahl der Staaten |
| -------- | ------------------- | --------------- | ---------------- |
| Afrika   | 628                 | 106             | 26               |
| Amerika  | 3366                | 464             | 23               |
| Asien    | 2866                | 364             | 22               |
| Europa   | 4597                | 387             | 22               |
| Ozeanien | 44                  | 9               | 3                |
| weltweit | 11501               | 1330            | 96               |

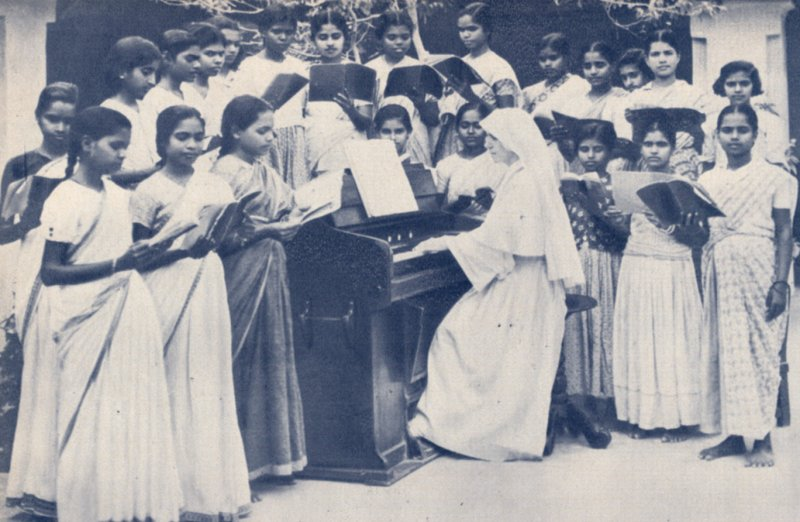
Eine Don Bosco Schwester unterrichtet Musik in Vellore, Indien, 1939
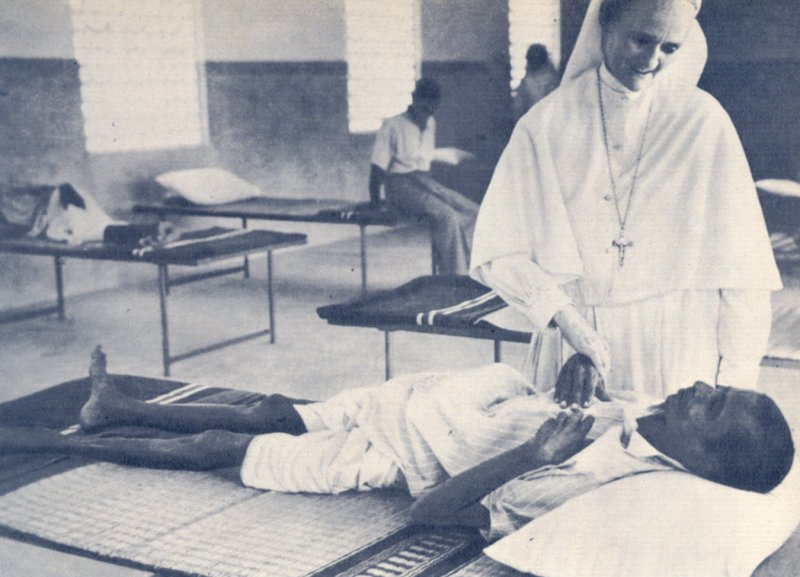
Eine Don Bosco Schwester kümmert sich um Kranke und Arme in früheren Madras Presidency, Indien

## Generaloberinnen
Im Oktober 2021 wurde die Bon Bosco Schwester Chiara Cazzuola (* 1955) zur elften Generaloberin der Ordensgemeinschaft gewählt. Ihre Vorgängerin, Yvonne Reungoat, war die bislang einzige Nichtitalienerin in der Geschichte der Ordensgemeinschaft.
Liste der Generaloberinnen:
- 1874–1881 Maria Dominica Mazzarello, Italien
- 1881–1924 Caterina Daghero, Italien
- 1924–1943 Luisa Vaschetti, Italien
- 1943–1958 Ermelinda Lucotti, Italien
- 1958–1969 Angela Vespa, Italien
- 1969–1981 Ersilia Canta, Italien
- 1981–1984 Rosetta Marchese, Italien
- 1984–1996 Marinella Castagna, Italien
- 1996–2008 Antonia Colombo, Italien
- 2008–2021 Yvonne Reungoat, Frankreich
- 2021–0000 Chiara Cazzuola, Italien

## Organisation in Deutschland und Österreich
1922 kamen die ersten sechs Don Bosco Schwestern in Essen-Borbeck an, um dort gemeinsam mit den Salesianern Don Boscos zu wirken. Von dort verbreitete sich die Gemeinschaft in Deutschland. Bereits 1924 wurde ein zweites Haus in Eschelbach eröffnet. In Österreich gingen die ersten Don Bosco Schwestern 1928 nach Jagdberg-Schlins (Vorarlberg).
Am 16. Mai 1945 wurde die deutsche Provinz „Mariä Hilfe der Christen“ kanonisch errichtet. Die Italienerin Schwester Alba de Ambrosis wurde erste Provinzoberin. Am 3. November 1954 erfolgte die Teilung der deutsch-österreichischen Provinz. Schwester Alba de Ambrosis wurde Provinzoberin in Österreich, Schwester Giovanna Zacconi, ebenfalls Italienerin, wurde die neue Provinzoberin in Deutschland.

### Niederlassungen in Deutschland
| Ort                                   | Gründung |            | Aufgabengebiete |
| ------------------------------------- | -------- | ---------- | --- |
| Benediktbeuern                        | 1940     |            | Kindergarten mit Krippe; früher auch Jugendherberge                                                                                              |
| Essen-Borbeck                         | 1922     |            | Offene Jugendarbeit für Mädchen; Kindertagesstätte; bis 1929 Sitz der Leitung für Deutschland; seit 2000 Missionsprokur der Don Bosco Schwestern |
| Magdeburg                             | 1992     |            | Kinder- und Jugendzentrum; diözesane Arbeitsstelle für Jugendpastoral                                                                            |
| München                               | 1932     |            | Studentinnenwohnheim; Verwaltung der Freiwilligendienste; Tagungshaus; seit 1933 Sitz der Provinzleitung                                         |
| Rottenbuch                            | 1950     |            | früher Fachakademie für Sozialpädagogik und Berufsfachschule für Kinderpflege; Kindergarten; Exerzitienhaus                                      |
| Nicht mehr bestehende Niederlassungen |          |            | |
| Ort                                   | Gründung | Schließung | Aufgabengebiete |
| Amberg                                | 1987     | 1999       | Wohnheim für junge Spätaussiedlerinnen |
| Augsburg                              | 1964     | 2006       | Kindergarten mit Hort |
| Aulhausen                             | 1950     | 1955       | Kindergarten; Handarbeitsunterricht in der Schule                                                                                                |
| Bonn                                  | 1949     | 1968       | Wohnheim für Schülerinnen und weibliche Lehrlinge                                                                                                |
| Bottrop                               | 1951     | 1982       | Kindergarten |
| Buer-Scholven                         | 1961     | 2010       | Tageseinrichtung für Kinder; Familienzentrum |
| Burghausen                            | 1949     | 1981       | Küche und Wäscherei im Knabenwohnheim der Salesianer Don Boscos                                                                                  |
| Eschelbach                            | 1924     | 2019       | Kindergarten; früher Hauswirtschaftsschule; 1930 bis 1932 Sitz der Leitung für Deutschland                                                       |
| Essen-Kettwig                         | 2003     | 2017       | Mitarbeit in der diözesanen Jugendbildungsstätte St. Altfrid                                                                                     |
| Himmerod                              | 1940     | 1947       | Küche der Zisterzienserabtei; später Pflegedienst im Lazarett                                                                                    |
| Ingolstadt-Oberhaunstadt              | 1931     | 2007       | Kindergarten; bis zum Zweiten Weltkrieg auch Handarbeitsschule                                                                                   |
| Jünkerath                             | 1958     | 1975       | Haushaltsführung im damaligen Noviziat der Salesianer Don Boscos                                                                                 |
| Kelheim                               | 1945     | 2015       | Kindertagesstätte |
| Köln                                  | 1950     | 2000       | Kindergarten und Hort; Haushaltsführung im früheren Provinzialat der Salesianer Don Boscos; Missionsprokur der Don Bosco Schwestern              |
| Moers                                 | 1952     | 1970       | Kindergarten und Hort; Pfarrjugendarbeit |
| Plettenberg                           | 1952     | 1969       | Handarbeitsschule |
| Regensburg                            | 1937     | 1970       | |
| Saarbrücken                           | 1964     | 1979       | Kindergarten und Hort; Küche im Lehrlingswohnheim der Salesianer Don Boscos                                                                      |

### Provinzoberinnen seit 1945
- Deutsche Provinz:
  - 1945–1954 Alba de Ambrosis
  - 1954–1960 Giovanna Zacconi
  - 1960–1966 Angela Becker
  - 1966–1979 Theresia Lumer
  - 1979–1985 Maria Eder
  - 1985–1991 Margareta Nickl
  - 1991–1997 Katharina Schmid
  - 1997–2005 Rosa Höll
  - 2005–2014 Petra Egeling

- Österreichische Provinz:
  - 1954–1960 Alba de Ambrosis
  - 1960–1972 Giovanna Zacconi
  - 1972–1981 Theresia Witwer
  - 1981–1987 Ingeborg Hefel
  - 1987–1993 Adolfine Binder
  - 1993–1999 Gertrud Haller
  - 1999–2005 Hermine Mülleder
  - 2005–2014 Maria Maxwald

- Deutschsprachige Provinz:
  - 2014–2020 Maria Maul
  - 2020–0000 Petra Egeling

Im Jahre 2014, 60 Jahre nach der Teilung der deutsch-österreichischen Provinz, schlossen sich die Don Bosco Schwestern in Deutschland und in Österreich wieder zu einer Provinz zusammen. Das Provinzialat der Deutschsprachigen Provinz befindet sich in München, die Missionsprokur in Essen. In Deutschland und Österreich leben 110 Schwestern.
In Deutschland leben derzeit (2020) Schwestern in fünf Niederlassungen. Diese befinden sich in Benediktbeuern, Essen-Borbeck, Magdeburg, München und Rottenbuch. Die Schwestern wirken an diesen Orten in Kindertagesstätten, einem Studienheim, einem offenen Kinder- und Jugendzentrum und in einer Schule.
In Österreich gibt es fünf Niederlassungen in Baumkirchen, Salzburg, Stams, Vöcklabruck und Wien. Sie führen dort Kindergärten, Horte, Schulen, Wohnheime und eine sozialpädagogische Wohngemeinschaft. Außer an den Niederlassungen befinden sich diese auch noch in Hall in Tirol und Telfs. Sie sind in der außerschulischen Kinder- und Jugendarbeit, in Pfarren und in der Familienpastoral aktiv. Die Don Bosco Schwestern waren früher – neben dem Verein Jugend Eine Welt und den Salesianern Don Boscos – eine der Trägerorganisationen des 2002 gegründeten Don Bosco Flüchtlingswerkes, das österreichweit für unbegleitete minderjährige Flüchtlinge (kurz „umF“) sozialpädagogisch tätig ist.